# Buchmesse Kapstadt
Die Buchmesse Kapstadt (englisch Cape Town Book Fair, kurz CTBF) ist eine Buchmesse in Südafrika. 
Sie ist ein Joint Venture zwischen dem südafrikanischen Verlegerverband PASA und der Frankfurter Buchmesse.
Die erste Buchmesse fand vom 17. bis 20. Juni 2006 im Cape Town International Convention Centre von Kapstadt statt. Unter dem Motto „Celebrate Africa“ war das Hauptanliegen, Bücher in afrikanischen Sprachen zu präsentieren. Es gab Aussteller aus über 20 Ländern. 
Im Jahr 2007 kamen 350 Aussteller aus 25 Ländern. In den Folgejahren sank die Zahl der Aussteller deutlich auf 293 Aussteller (2008), 274 Aussteller (2009) und 273 Aussteller (2010). Im gleichen Zeitraum ging die Zahl der Besucher von knapp 50.000 auf ca. 33.500 zurück.
2009 wurde die bisherige Leiterin Vanessa Badroodien abgelöst; ihren Posten übernahm vorübergehend Claudia Kaiser von der Frankfurter Buchmesse.
Die für 2011 vorgesehene Buchmesse Kapstadt wurde abgesagt, und ab 2012 sollte die Messe nur noch alle zwei Jahre und in veränderter Form stattfinden.